# Exit Universe
Exit Universe ist ein Indie-Jazz-Duo, bestehend aus den beiden Österreichern Susana Sawoff und Raphael Meinhart.

## Geschichte
Sawoff und Meinhart waren privat ein Paar gewesen und fanden 2015 musikalisch wieder zusammen, nachdem sie für die Night of Percussion in Graz gemeinsam die Musik komponiert hatten. 2017 gründeten sie das Duo Exit Universe; im April 2018 erschien das Debütalbum Because the World Is Round, ein von den Beatles inspirierter Titel, auf dem deutschen Label o-tone music. Das Album enthält 13 Lieder, wobei The Future (or the Now) vorab als Single veröffentlicht wurde.
Sawoff veröffentlichte die beiden Soloalben Wrapped up in a Little Sigh (2012, Sevenahalf Records) und Bathtub Rituals (2015, Sevenahalf Records), die von europäischen Radiosendern besprochen wurden. Sie war 2007 mit ihrer Band Monk sowie 2009 und 2012 mit ihrer Band Sawoff Shotgun jeweils für einen Amadeus Austrian Music Award nominiert.
Meinhart wurde 2009 ein New-York-Stipendium im Rahmen des Hans-Koller-Preises zuteil.

## Diskografie
Alben
- 2018: Because the World Is Round (o-tone)

Singles
- 2018: The Future (or the Now) (o-tone)